# Каприано, Джованни Пьетро
Джованни Пьетро Каприано (итал. Giovanni Pietro Capriano; 1520—1580) — итальянский писатель.
Родился в Брешии. В 1555 году в Венеции был издан трактат Каприано «Della vera Poetica libro uno», сыгравший значительную роль в развитии теории поэзии. Согласно Каприано поэзия является одной из наивысших разновидностей подражания, то есть «изображения исключительно вымышленных вещей».